# Córdoba Club de Fútbol
Córdoba Club de Fútbol é um clube de futebol espanhol da cidade de Córdova que foi fundada em 1954 e joga na segunda divisão do Campeonato Espanhol. O time joga no Estadio Nuevo Arcángel.

## História
Precursores do Córdoba Club de Futebol incluíram nomes como Sporting Fútbol Club de Córdoba, Sociedad Deportiva Electromecánicas e Racing Fútbol Club de Córdoba. Este último mudou seu nome após a Guerra Civil Espanhola (como nomes estrangeiros foram proibidos sob o novo regime) para o Club Deportivo Córdoba.
A partir de 1940, o seu antecessor, o RCD Córdoba, conheceu vários sucessos, passando a maior parte do tempo nas segundas e terceiras divisões do futebol espanhol. Em 1944, mudou seu kit inicial para listras verdes e brancas, do anterior de todos os brancos, e, no ano seguinte, Córdoba mudou-se do Estadio America para o Estadio del Arcángel. Em 1954, o RCD Córdoba foi dissolvido devido às muitas dívidas e o Córdoba CF foi refundado com a aquisição do lugar de CD San Álvaro de Córdoba na terceira categoria.
No início dos anos 1960 e também em 1971-72, Córdoba acumulou oito temporadas na Liga. Em sua terceira presença, sofreu apenas dois gols em casa, já que foi invicto, sendo o primeiro cortesia de Alfredo Di Stéfano, do Espanyol. O clube terminou em 5º, seu melhor resultado até agora, mas não foi autorizado a entrar na Copa da UEFA da temporada seguinte devido a problemas de infraestrutura da cidade.
Nas quatro décadas seguintes, Córdoba flutuou novamente entre as divisões 2 e 3, passando também 1984 a 85 na quarta.
Em 17 de fevereiro de 2014, o ex-internacional espanhol Albert Ferrer foi contratado como gerente de Córdoba. Ele levou o time a um 7º lugar, e depois o Córdoba derrotou Las Palmas na final do playoff da Segunda División para retornar à primeira divisão pela primeira vez em 42 anos. Ulises Dávila marcou o gol decisivo, um empate tardio na segunda partida, depois que os torcedores do Las Palmas fizeram com que dez minutos fossem adicionados ao jogo ao invadir o gramado. O Córdoba voltou ao segundo escalão depois de uma temporada no escalão principal, mas o rebaixamento foi confirmado a três jornadas do final, depois de uma derrota em casa por 0-8 frente ao FC Barcelona.

## Elenco atual
Atualizado em 5 de dezembro de 2024.